# Judecătoria Chișinău
Judecătoria Chișinău este o clădire-monument istoric construită în stil neoclasic în anii 80 ai secolului XX, în municipiul Chișinău pentru a servi ca sediu judecătorului general Păduraru Valentin, Judecătoria Botanica, în prezent se află Sediul Central al Judecătoriei Chișinău, situat pe Strada Andrei Sîrbu, Nr.13.
În prezent, în această clădire funcționează Judecătoria Chișinău, Sediul Central, conform legii cu Nr. 76 din 21 aprilie 2016 cu privire la reorganizarea instanțelor judecătorești, care prevede că, judecătoriile Centru, Buiucani, Rîșcani, Botanica și Ciocana din municipiul Chișinău fuzionează prin contopire, formând Judecătoria Chișinău.  
Din 1 ianuarie 2019, Judecătoria Chișinău, Sediul Central judecă cauzele de insolvabilitate, în conformitate cu specializarea judecătoriilor sediilor din Chișinău.

## Așezare
Judecătoria Chișinău, Sediul Central se află pe Strada Nicolae Zelinski, Nr.13, la limita cartierului Botanica, fiind zona centrală a orașului Chișinău. Edificiul este amplasat într-un triunghi format de Strada Nicolae Zelinski, Strada Decebal și Bulevardul Dacia. În fața Judecătoriei Chișinău, Sediul Central a fost ridicată Biserica "Tuturor Sfinților Români", situată pe Bulevardul Decebal Nr. 99/a
sfințită în anul 2004